# ناديجدا دوبوفيتسكايا
ناديجدا دوبوفيتسكايا (Надежда Дубовицкая، من مواليد 12 مارس 1998) هي لاعبة ألعاب قوى كازاخستانية متخصصة في القفز العالي، فازت بالميدالية البرونزية في دورة الألعاب الآسيوية 2018. وهي حاملة الرقم القياسي الآسيوي في القفز العالي للسيدات منذ 8 يونيو 2021. شاركت أيضا في دورة الألعاب الأولمبية الصيفية 2024 في القفز العالي للسيدات وحلت في المركز الثامن والعشرين في مرحلة التصفيات ولم تتأهل إلى المرحلة النهائية.
أفضل رقم شخصي لها هو 2.00 متر في الهواء الطلق في ألماتي عام 2021، والذي سجل رقمًا قياسيًا آسيويًا جديدًا، أعلى بمقدار سنتيمتر واحد من الرقم السابق الذي حققته مواطنتها مارينا أيتوفا في عام 2009. أفضل رقم شخصي لها في الأماكن المغلقة هو 1.98 متر في بطولة العالم الثامنة عشرة لألعاب القوى داخل الصالات التي أقيمت في الفترة من 18 إلى 20 مارس في بلغراد.

## روابط خارجية
- ناديجدا دوبوفيتسكايا في موقع أوليمبيديا
- ناديجدا دوبوفيتسكايا في اللجنة الأولمبية الدولية